# Указы Президиума Верховного Совета СССР от 29 октября 1949 года
Указы Президиума Верховного Совета СССР от 29 октября 1949 года — комплекс секретных документов о награждении коллектива создателей советского ядерного оружия. Указы имели гриф «Не подлежит опубликованию», во всех опубликованных случаях применялась формулировка «за исключительные заслуги перед государством при выполнении специального задания».

## Общие сведения
29 октября 1949 года Президиумом Верховного Совета СССР были приняты 4 указа о награждении наиболее отличившихся участников Атомного проекта СССР (первые три указа выставлялись для всеобщего обозрения в рамках выставки «Атомный проект СССР. К 60-летию создания ядерного щита России», которая прошла в Выставочном зале федеральных архивов с 24 июля по 20 сентября 2009 года).
1. «О награждении Героев Социалистического Труда Ванникова Б. Л., Музрукова Б. Г. и Духова Н. Л. второй золотой медалью „Серп и молот“».
2. «О присвоении звания Героя Социалистического Труда научным, инженерно-техническим и руководящим работникам научно-исследовательских, конструкторских организаций и промышленных предприятий».
3. «О награждении орденами СССР научных, инженерно-технических работников, наиболее отличившихся при выполнении специального задания правительства».
4. «О награждении заместителя Председателя Совета Министров СССР, Героя Социалистического Труда товарища Берия Л. П. орденом Ленина».
В этом важном для страны проекте участвовали учёные, инженеры и строители, поэтому круг награждённых был большим:
По первому указу Президиума ВC СССР 3 человека были награждены второй золотой медалью «Серп и Молот».
По второму указу Президиума ВC СССР 33 человека были удостоены звания Героя Социалистического Труда.
Третьим указом Президиума ВC СССР 808 человек были награждены орденами СССР: орденом Ленина — 260 человек, орденом Трудового Красного Знамени — 496 человек, орденом «Знак Почёта» — 52 человека.
Четвёртым указом Президиума ВC СССР один человек (Л. П. Берия) был награждён орденом Ленина.
Кроме указов Президиума Верховного Совета СССР, были приняты два постановления Совета Министров СССР (одно из них — совместное с ЦК ВКП(б)) о поощрении наиболее отличившихся участников Атомного проекта СССР.
1. Постановление ЦК ВКП(б) и СМ СССР № 5039-1925сс/оп «О выражении т. Берия благодарности, выдаче ему Почетной грамоты ЦК ВКП(б) и Совета Министров СССР, награждении орденом Ленина и присвоении звания лауреата Сталинской премии первой степени».
2. Постановление СМ СССР № 5070-1944сс/оп «О награждении и премировании за выдающиеся научные открытия и технические достижения по использованию атомной энергии». По этому постановлению 178 участников Атомного проекта СССР были удостоены званий лауреатов Сталинской премии. Многие учёные и конструкторы были награждены денежными премиями и ценными подарками.
Из воспоминаний Ю. Б. Харитона:

До сих пор его текст, кроме награждённых, мало кому известен. Да и о наградах сообщалось упоминаемым в нём участникам только в отдельных персональных выписках, чтобы не посвящать в весь документ. Между тем этим постановлением несколько особо отличившихся участников работ во главе с И. В. Курчатовым были представлены к присвоению звания Героя Социалистического Труда, премированы крупной денежной суммой и машинами «ЗИС-110» или «Победа», получили звание лауреатов Сталинской премии первой степени, им были подарены дачи. 

### Опубликованные части документов

#### Первый указ
Не подлежит опубликованию 
Указ Президиума Верховного Совета СССР
«О награждении Героев Социалистического Труда Ванникова Б. Л., Музрукова Б. Г. и Духова Н. Л. второй золотой медалью „Серп и Молот“»
За исключительные заслуги перед государством при выполнении специального задания Правительства, дающие право на присвоение звания Героя Социалистического Труда, наградить второй золотой медалью «СЕРП и МОЛОТ» Героев Социалистического Труда:
ВАННИКОВА Бориса Львовича,
МУЗРУКОВА Бориса Глебовича,
ДУХОВА Николая Леонидовича.
Председатель Президиума Верховного Совета СССР Н. Шверник
Секретарь Президиума Верховного Совета СССР А. Горкин
г. Москва, Кремль
29 октября 1949 г.
Пометы: 
на верхнем поле бланка слева машинописью: Отдел по учету и регистрации награждённых. Тов. Сазикову Ф. С.;
в верхнем правом углу машинописью: № 245/263б;
слева от фамилий награждённых — отметки о вручении награды, сверху вниз: вр[учено] 23.XI.49, вр[учено] 03.I.50, вр[учено] 18.II 50;
справа от фамилий награждённых — пометы от руки: Грамоты высланы, с указанием номеров 1, 2, 3 соответственно;
 в нижней части документа неустановленным автором от руки: Исправлено по договоренности [с] т. Сазиковым Ф. С. и т. Хатунцевым (подпись неразборчива).
— ГА РФ. Ф. 7523сч, оп. 67а-сс, ед. хр. 51, л. 1. Подлинник.

#### Второй указ
Не подлежит опубликованию 
Указ Президиума Верховного Совета СССР
«О присвоении звания Героя Социалистического Труда научным, инженерно-техническим и руководящим работникам научно-исследовательских, конструкторских организаций и промышленных предприятий»
За исключительные заслуги перед государством при выполнении специального задания присвоить звание ГЕРОЯ СОЦИАЛИСТИЧЕСКОГО ТРУДА с вручением ордена ЛЕНИНА и золотой медали «СЕРП и МОЛОТ»: 
1.  АЛЕКСАНДРОВУ Семену Петровичу
2.  АЛЕКСАНДРОВУ Анатолию Сергеевичу
3.  АЛФЕРОВУ Владимиру Ивановичу
4.  БОРИСОВУ Николаю Андреевичу
5.  БОЧВАРУ Андрею Анатольевичу
6.  ВИНОГРАДОВУ Александру Павловичу
7.  ГЕОРГИЕВСКОМУ Петру Константиновичу
8.  ГОЛОВАНОВУ Юрию Николаевичу
9.  ГРОМОВУ Борису Вениаминовичу
10. ДОЛЛЕЖАЛЮ Николаю Антоновичу
11. ЗАВЕНЯГИНУ Авраамию Павловичу
12. ЗЕЛЬДОВИЧУ Якову Борисовичу
13. ЗЕРНОВУ Павлу Михайловичу
14. КАЛЛИСТОВУ Анатолию Назаровичу
15. КОМАРОВСКОМУ Александру Николаевичу
16. КУЗНЕЦОВУ Ивану Кузьмичу
17. КУРЧАТОВУ Игорю Васильевичу
18. МАЛЬЦЕВУ Михаилу Митрофановичу
19. МАХНЕВУ Василию Алексеевичу
20. НИФОНТОВУ Роману Владимировичу
21. ПАНЧЕВУ Сергею Сергеевичу
22. ПЕРВУХИНУ Михаилу Георгиевичу
23. РИЛЮ Николаю Васильевичу
24. САДОВСКОМУ Михаилу Александровичу
25. САПРЫКИНУ Василию Андреевичу
26. СЛАВСКОМУ Ефиму Павловичу
27. ФЛЕРОВУ Георгию Николаевичу
28. ХАРИТОНУ Юлию Борисовичу
29. ХЛОПИНУ Виталию Григорьевичу
30. ЦАРЕВСКОМУ Михаилу Михайловичу
31. ЧИРКОВУ Борису Николаевичу
32. ЩЕЛКИНУ Кириллу Ивановичу
33. ЭСАКИЯ Николаю Михайловичу.
Председатель Президиума Верховного Совета СССР Н. Шверник
Секретарь Президиума Верховного Совета СССР А. Горкин
г. Москва, Кремль
29 октября 1949 г.
Пометы: 
справа от фамилий награждённых — отметки о вручении с указанием даты, от руки;
звёздочкой помечена фамилия Чиркова Б. Н. с отметкой: Лишен — Указ 16.I.59.;
 под документом запись, сделанная неустановленным автором: Грамоты и выписки высланы 29.XII.49 г.
— ГА РФ. Ф. 7523сч, оп. 67а-сс, ед. хр. 51, л. 2, 3. Подлинник.

## Список награждённых

### Дважды Герои Социалистического Труда, Герои Социалистического Труда, лауреаты Сталинской премии первой степени
Награждение второй золотой медалью «Серп и Молот» и присвоение званий Героя Социалистического Труда — в соответствии с указами Президиума ВС СССР от 29.10.1949 г.
Присвоение званий лауреата Сталинской премии — в соответствии с постановлением СМ СССР № 5070-1944сс/оп от 29.10.1949 г.
| Персона                           | Награда                                                                           | Должность/роль |
| --------------------------------- | --------------------------------------------------------------------------------- | --- |
| Ванников, Борис Львович           | Герой Социалистического Труда · Герой Социалистического Труда                     | Начальник Первого Главного управления при Совете Министров СССР. За исключительные заслуги перед Государством в области строительства и организации отечественной атомной промышленности и успешное руководство работой по созданию советского атомного оружия                     |
| Музруков, Борис Глебович          | Герой Социалистического Труда · Герой Социалистического Труда                     | Начальник комбината № 817. За освоение производства плутония |
| Духов, Николай Леонидович         | Герой Социалистического Труда · Герой Социалистического Труда · Сталинская премия | Заместитель главного конструктора — руководитель конструкторского сектора КБ-11. Заместитель главного конструктора атомной бомбы |
| Александров, Анатолий Сергеевич   | Герой Социалистического Труда · Орден Ленина                                      | Заместитель начальника Первого Главного управления при Совете Министров СССР. За исключительные заслуги перед Государством в области строительства и организации отечественной атомной промышленности и успешное руководство работой по созданию советского атомного оружия        |
| Александров, Семён Петрович       | Герой Социалистического Труда · Орден Ленина · Сталинская премия                  | Директор Магаданского научно-исследовательского института золота и редких металлов (ВНИИ-1). За руководство развитием и освоением новой рудной базы урана |
| Алфёров, Владимир Иванович        | Герой Социалистического Труда · Орден Ленина · Сталинская премия                  | Заместитель главного конструктора КБ-11. Заместитель главного конструктора атомной бомбы |
| Борисов, Николай Андреевич        | Герой Социалистического Труда · Орден Ленина                                      | Заместитель начальника Первого Главного управления при Совете Министров СССР. За исключительные заслуги перед Государством в области строительства и организации отечественной атомной промышленности и успешное руководство работой по созданию советского атомного оружия        |
| Бочвар, Андрей Анатольевич        | Герой Социалистического Труда · Орден Ленина · Сталинская премия                  | Начальник отдела ВНИИ неорганических материалов. Научный руководитель разработки технологического процесса металлургии чистого плутония |
| Виноградов, Александр Павлович    | Герой Социалистического Труда · Орден Ленина · Сталинская премия                  | Директор Института геохимии и аналитической химии (ГЕОХИ). Научный руководитель аналитических исследований урана и плутония |
| Георгиевский, Пётр Константинович | Герой Социалистического Труда · Орден Ленина                                      | Заместитель начальника Главного управления исправительно-трудовых лагерей промышленного строительства (Главпромстроя) МВД СССР |
| Громов, Борис Вениаминович        | Герой Социалистического Труда · Орден Ленина · Сталинская премия                  | Главный инженер и директор радиохимического завода «Б» комбината № 817. За освоение производства плутония |
| Доллежаль, Николай Антонович      | Герой Социалистического Труда · Орден Ленина · Сталинская премия                  | Директор НИИ химического машиностроения. Главный конструктор атомного реактора |
| Завенягин, Авраамий Павлович      | Герой Социалистического Труда · Орден Ленина                                      | Первый заместитель начальника Первого Главного управления при Совете Министров СССР. За исключительные заслуги перед Государством в области строительства и организации отечественной атомной промышленности и успешное руководство работой по созданию советского атомного оружия |
| Зельдович, Яков Борисович         | Герой Социалистического Труда · Орден Ленина · Сталинская премия                  | Начальник теоретического отдела КБ-11. Руководитель работ по построению общей теории атомной бомбы |
| Зернов, Павел Михайлович          | Герой Социалистического Труда · Орден Ленина                                      | Директор КБ-11. Организатор научно-исследовательских и конструкторских работ по подготовке конструкции первой отечественной атомной бомбы |
| Каллистов, Анатолий Назарович     | Герой Социалистического Труда · Орден Ленина                                      | Директор завода № 12. За участие в разработке и внедрении в производство технологии изготовления чистого металлического урана |
| Комаровский, Александр Николаевич | Герой Социалистического Труда · Орден Ленина                                      | Начальник Главного управления исправительно-трудовых лагерей промышленного строительства (Главпромстроя) МВД СССР |
| Кузнецов, Иван Кузьмич            | Герой Социалистического Труда · Орден Ленина · Сталинская премия                  | Первый заместитель начальника Дальстроя МВД СССР. Бывший заместитель директора государственного акционерного общества цветной металлургии «Висмут». За руководство развитием и освоением новой рудной базы урана                                                                   |
| Курчатов, Игорь Васильевич        | Герой Социалистического Труда · Орден Ленина · Сталинская премия                  | Председатель научно-технического совета Первого Главного управления при Совете Министров СССР. Научный руководитель работ по созданию атомных реакторов и атомной бомбы |
| Мальцев, Михаил Митрофанович      | Герой Социалистического Труда · Орден Ленина                                      | Директор государственного акционерного общества цветной металлургии «Висмут». За руководство развитием и освоением новой рудной базы урана |
| Махнёв, Василий Алексеевич        | Герой Социалистического Труда · Орден Ленина                                      | Начальник секретариата Специального комитета № 1 при Совете Министров СССР. За исключительные заслуги перед Государством в области строительства и организации отечественной атомной промышленности и успешное руководство работой по созданию советского атомного оружия          |
| Нифонтов, Роман Владимирович      | Герой Социалистического Труда · Орден Ленина · Сталинская премия                  | Главный геолог государственного акционерного общества цветной металлургии «Висмут». За руководство развитием и освоением новой рудной базы урана |
| Панчев, Сергей Сергеевич          | Герой Социалистического Труда · Орден Ленина · Сталинская премия                  | Главный инженер государственного акционерного общества цветной металлургии «Висмут». За руководство развитием и освоением новой рудной базы урана |
| Первухин, Михаил Георгиевич       | Герой Социалистического Труда · Орден Ленина                                      | Министр химической промышленности СССР. За исключительные заслуги перед Государством в области строительства и организации отечественной атомной промышленности и успешное руководство работой по созданию советского атомного оружия                                              |
| Риль, Николай Васильевич          | Герой Социалистического Труда · Орден Ленина · Сталинская премия                  | Начальник лаборатории завода № 12. Руководитель разработки и внедрения в производство технологии изготовления чистого металлического урана |
| Садовский, Михаил Александрович   | Герой Социалистического Труда · Орден Ленина · Сталинская премия                  | Научный руководитель Семипалатинского полигона. За разработку новейших приборов и методики измерений атомного взрыва |
| Сапрыкин, Василий Андреевич       | Герой Социалистического Труда · Орден Ленина                                      | Заместитель начальника строительства № 859 МВД СССР по сооружению комбината № 817 |
| Флёров, Георгий Николаевич        | Герой Социалистического Труда · Орден Ленина · Сталинская премия                  | Старший научный сотрудник Лаборатории № 2 АН СССР. Руководитель работа по определению критических масс заряда атомной бомбы |
| Харитон, Юлий Борисович           | Герой Социалистического Труда · Орден Ленина · Сталинская премия                  | Главный конструктор и научный руководитель КБ-11. Главный конструктор атомной бомбы |
| Хлопин, Виталий Григорьевич       | Герой Социалистического Труда · Орден Ленина · Сталинская премия                  | Директор Радиевого института. Научный руководитель разработки технологического процесса выделения плутония из металлического урана на заводе «Б» |
| Царевский, Михаил Михайлович      | Герой Социалистического Труда · Орден Ленина                                      | Начальник строительства № 859 МВД СССР по сооружению комбината № 817 |
| Чирков, Борис Николаевич          | Герой Социалистического Труда · Орден Ленина                                      | Начальник комбината № 6 МВД СССР. За работу по организации добычи урановой руды и созданию уранового производства |
| Щёлкин, Кирилл Иванович           | Герой Социалистического Труда · Орден Ленина · Сталинская премия                  | Заместитель главного конструктора КБ-11. Заместитель главного конструктора атомной бомбы |
| Эсакия, Николай Михайлович        | Герой Социалистического Труда · Орден Ленина · Сталинская премия                  | Заместитель директора государственного акционерного общества цветной металлургии «Висмут». За руководство развитием и освоением новой рудной базы урана |

### Герои Социалистического Труда, лауреаты Сталинской премии второй степени
| Персона                    | Награда                                                          | Должность/роль |
| -------------------------- | ---------------------------------------------------------------- | --- |
| Голованов, Юрий Николаевич | Герой Социалистического Труда · Орден Ленина · Сталинская премия | Главный инженер и главный металлург завода № 12. За разработку и внедрение технологии производства чистого металлического урана |
| Славский, Ефим Павлович    | Герой Социалистического Труда · Орден Ленина · Сталинская премия | Главный инженер комбината № 817. За разработку и осуществлении проекта атомного реактора на заводе «А» комбината № 817          |

### Награждённые орденом Ленина лауреаты Сталинской премии первой степени
Награждение орденом — в соответствии с указами Президиума ВС СССР от 29.10.1949 г.
Присвоение званий лауреата Сталинской премии — в соответствии с постановлением СМ СССР № 5070-1944сс/оп от 29.10.1949 г.
| Персона                            | Награда                          | Должность/роль |
| ---------------------------------- | -------------------------------- | --- |
| Берия, Лаврентий Павлович          | Орден Ленина · Сталинская премия | Заместитель Председателя Совета Министров СССР, Председатель Специального комитета при Совете Министров СССР. За организацию дела производства атомной энергии и успешное завершение испытания атомного оружия                                                     |
| Вольский, Антон Николаевич         | Орден Ленина · Сталинская премия | Начальник металлургической лаборатории ИОНХ. Научный руководитель металлургического производства плутония на комбинате № 817 |
| Данелия, Шалва Самсонович          | Орден Ленина · Сталинская премия | Инженер геофизической службы государственного акционерного общества цветной металлургии «Висмут». За разработку и осуществление новой системы горного вскрытия месторождений урана и за внедрение скоростных методов проходки горно-капитальных выработок          |
| Дементьев, Александр Яковлевич     | Орден Ленина · Сталинская премия | Инженер-механик геофизической службы государственного акционерного общества цветной металлургии «Висмут». За разработку и осуществление новой системы горного вскрытия месторождений урана и за внедрение скоростных методов проходки горно-капитальных выработок  |
| Займовский, Александр Семёнович    | Орден Ленина · Сталинская премия | Начальник лаборатории металловедения и металлообработки ИОНХ. Научный руководитель металлообрабатывающего производства плутония на комбинате № 817 |
| Зимин, Даниил Фёдорович            | Орден Ленина · Сталинская премия | Руководитель геофизической службы государственного акционерного общества цветной металлургии «Висмут». За разработку и осуществление новой системы горного вскрытия месторождений урана и за внедрение скоростных методов проходки горно-капитальных выработок     |
| Котельников, Георгий Николаевич    | Орден Ленина · Сталинская премия | Инженер-геолог геофизической службы государственного акционерного общества цветной металлургии «Висмут». За разработку и осуществление новой системы горного вскрытия месторождений урана и за внедрение скоростных методов проходки горно-капитальных выработок   |
| Краснопольский, Зелик Моисеевич    | Орден Ленина · Сталинская премия | Горный инженер геофизической службы государственного акционерного общества цветной металлургии «Висмут». За разработку и осуществление новой системы горного вскрытия месторождений урана и за внедрение скоростных методов проходки горно-капитальных выработок   |
| Мишенков, Григорий Васильевич      | Орден Ленина · Сталинская премия | Заместитель главного инженера комбината № 817. За освоение производства плутония. |
| Нелюбин, Адриан Ефимович           | Орден Ленина · Сталинская премия | Главный технолог государственного акционерного общества цветной металлургии «Висмут». За разработку и осуществление новой системы горного вскрытия месторождений урана и за внедрение скоростных методов проходки горно-капитальных выработок                      |
| Никитин, Борис Александрович       | Орден Ленина · Сталинская премия | Заместитель научного руководителя комбината № 817. За разработку технологии химического выделения плутония |
| Никольский, Всеволод Дмитриевич    | Орден Ленина · Сталинская премия | Научный руководитель разработки технологического процесса металлургии плутония на комбинате № 817 |
| Полиновский, Александр Соломонович | Орден Ленина · Сталинская премия | Инженер-геолог геофизической службы государственного акционерного общества цветной металлургии «Висмут». За разработку и осуществление новой системы горного вскрытия месторождений урана и за внедрение скоростных методов проходки горно-капитальных выработок   |
| Ратнер, Александр Хацкелевич       | Орден Ленина · Сталинская премия | Научный руководитель завода «Б» комбината № 817. За разработку технологии химического выделения плутония |
| Старик, Иосиф Евсеевич             | Орден Ленина · Сталинская премия | Руководитель разработки технологического процесса химического выделения плутония на комбинате № 817 |
| Хаустов, Николай Михайлович        | Орден Ленина · Сталинская премия | Инженер геофизической службы государственного акционерного общества цветной металлургии «Висмут». За разработку и осуществление новой системы горного вскрытия месторождений урана и за внедрение скоростных методов проходки горно-капитальных выработок          |
| Цукерман, Вениамин Аронович        | Орден Ленина · Сталинская премия | Начальник лаборатории КБ-11. За разработку новых методов сверхскоростной рентгенографии для исследования центральной части заряда атомной бомбы |
| Черняев, Илья Ильич                | Орден Ленина · Сталинская премия | Директор ИОНХ. Заместитель научного руководителя разработки технологического процесса металлургии плутония на комбинате № 817 |
| Шадрин, Виктор Иванович            | Орден Ленина · Сталинская премия | Горный инженер геофизической службы государственного акционерного общества цветной металлургии «Висмут». За разработку и осуществление новой системы горного вскрытия месторождений урана и за внедрение скоростных методов проходки горно-капитальных выработок   |
| Шафранов, Сергей Анатольевич       | Орден Ленина · Сталинская премия | Инженер-геолог геофизической службы государственного акционерного общества цветной металлургии «Висмут». За разработку и осуществление новой системы горного вскрытия месторождений урана и за внедрение скоростных методов проходки горно-капитальных выработок   |
| Шишов, Виктор Михайлович           | Орден Ленина · Сталинская премия | Инженер-геофизик геофизической службы государственного акционерного общества цветной металлургии «Висмут». За разработку и осуществление новой системы горного вскрытия месторождений урана и за внедрение скоростных методов проходки горно-капитальных выработок |
| Якушенко, Борис Иванович           | Орден Ленина · Сталинская премия | Горный инженер геофизической службы государственного акционерного общества цветной металлургии «Висмут». За разработку и осуществление новой системы горного вскрытия месторождений урана и за внедрение скоростных методов проходки горно-капитальных выработок   |

### Награждённые орденом Ленина лауреатыСталинской премии второй степени
| Персона                              | Награда                          | Должность/роль |
| ------------------------------------ | -------------------------------- | --- |
| Абрамов, Алексей Сергеевич           | Орден Ленина · Сталинская премия | Начальник ОКБ-12. За разработку приборов дистанционного и автоматического управления заводом «А» комбината № 817                                                           |
| Александров, Анатолий Петрович       | Орден Ленина · Сталинская премия | Заместитель научного руководителя по созданию атомного реактора на заводе «А» комбината № 817                                                                              |
| Альтшулер, Лев Владимирович          | Орден Ленина · Сталинская премия | Начальник лаборатории КБ-11. За разработку методики исследования плотности и максимальных давлений в центральной части атомной бомбы                                       |
| Бабулевич, Евгений Николаевич        | Орден Ленина · Сталинская премия | Начальник группы автоматики и управления реактором. За участие в сооружении атомного реактора на заводе «А» комбината № 817                                                |
| Банников, Григорий Константинович    | Орден Ленина · Сталинская премия | Начальник исследовательской группы. За разработку и освоение технологии производства чистого графита                                                                       |
| Васильев, Михаил Яковлевич           | Орден Ленина · Сталинская премия | Начальник лаборатории КБ-11. За разработку проверенной конструкции специального заряда из взрывчатых веществ                                                               |
| Гутов, Александр Иванович            | Орден Ленина · Сталинская премия | Директор Государственного проектного института № 11. Руководитель проектирования объектов атомной отрасли                                                                  |
| Деленс, Павел Антонович              | Орден Ленина · Сталинская премия | Инженер-конструктор НИИ химического машиностроения. За разработку конструкции атомного реактора                                                                            |
| Дубовский, Борис Григорьевич         | Орден Ленина · Сталинская премия | Начальник группы дозиметрии. За участие в сооружении атомного реактора на заводе «А» комбината № 817                                                                       |
| Ельяшевич, Михаил Александрович      | Орден Ленина · Сталинская премия | Научный сотрудник Государственного оптического института. За разработку новейших приборов и методики измерений атомного взрыва                                             |
| Жучихин, Виктор Иванович             | Орден Ленина · Сталинская премия | Старший инженер КБ-11. За разработку методики исследования плотности и максимальных давлений в центральной части атомной бомбы                                             |
| Забабахин, Евгений Иванович          | Орден Ленина · Сталинская премия | Старший научный сотрудник теоретического отдела КБ-11. За участие в разработке теории атомной бомбы                                                                        |
| Зильберман, Яков Ильич               | Орден Ленина · Сталинская премия | Главный технолог Государственного проектного института № 11. Участник проектирования объектов атомной отрасли                                                              |
| Квасков, Николай Фёдорович           | Орден Ленина · Сталинская премия | Главный инженер производственного управления ПГУ при Совете Министров СССР. За участие в разработке и внедрении технологии производства чистого металлического урана       |
| Кержанович, Валентин Александрович   | Орден Ленина · Сталинская премия | Главный инженер МПКУ треста «Центроэлектромонтаж». За разработку приборов измерений и приборов управления завода «А» и завода «Б» комбината № 817                          |
| Козлов, Николай Сергеевич            | Орден Ленина · Сталинская премия | Инженер производственного управления ПГУ при Совете Министров СССР. За участие в разработке и внедрении технологии производства чистого металлического урана               |
| Козодаев, Михаил Силыч               | Орден Ленина · Сталинская премия | Начальник сектора № 8 Лаборатории № 2 АН СССР. Научный руководитель разработок аппаратуры по измерению радиоактивности заводов комбината № 817                             |
| Комельков, Владимир Степанович       | Орден Ленина · Сталинская премия | Начальник лаборатории КБ-11. За разработку системы инициирования заряда и конструкции аппаратуры системы автоматического зажигания для атомной бомбы                       |
| Кормер, Самуил Борисович             | Орден Ленина · Сталинская премия | Научный сотрудник КБ-11. За разработку прибора для исследования плотности и максимальных давлений в центральной части атомной бомбы                                        |
| Кочарянц, Самвел Григорьевич         | Орден Ленина · Сталинская премия | Начальник отдела конструирования аппаратуры КБ-11. За разработку системы инициирования заряда и конструкции аппаратуры системы автоматического зажигания для атомной бомбы |
| Крупников, Константин Константинович | Орден Ленина · Сталинская премия | Научный сотрудник лаборатории КБ-11. За разработку методики исследования плотности и максимальных давлений в центральной части атомной бомбы                               |
| Крюков, Григорий Павлович            | Орден Ленина · Сталинская премия | Главный инженер опытного завода КБ-11. За разработку и освоение технологии изготовления специального заряда из взрывчатых веществ                                          |
| Ландау, Лев Давидович                | Орден Ленина · Сталинская премия | Академик, сотрудник Института физических проблем. За разработку теории расчета КПД атомной бомбы                                                                           |
| Ластовский, Ростислав Петрович       | Орден Ленина · Сталинская премия | Сотрудник ВНИИ Химреактивов. За разработку методики получения реактивов особой чистоты                                                                                     |
| Леденев, Борис Николаевич            | Орден Ленина · Сталинская премия | Научный сотрудник лаборатории КБ-11. За разработку методики исследования плотности и максимальных давлений в центральной части атомной бомбы                               |
| Лейпунский, Овсей Ильич              | Орден Ленина · Сталинская премия | Научный сотрудник Института химической физики. За разработку новейших приборов и методики измерений атомного взрыва                                                        |
| Людмирский, Израиль Львович          | Орден Ленина · Сталинская премия | Инженер МПКУ треста «Центроэлектромонтаж». За разработку приборов измерений и приборов управления завода «А» и завода «Б» комбината № 817                                  |
| Мальский, Анатолий Яковлевич         | Орден Ленина · Сталинская премия | Начальник опытного завода КБ-11. За разработку и освоение технологии изготовления специального заряда из взрывчатых веществ                                                |
| Матвеев, Сергей Николаевич           | Орден Ленина · Сталинская премия | Заместитель начальника лаборатории КБ-11. За разработку проверенной конструкции специального заряда из взрывчатых веществ                                                  |
| Никольский, Борис Петрович           | Орден Ленина · Сталинская премия | Руководитель внедрения в производство технологии химического выделения плутония на комбинате № 817                                                                         |
| Палей, Пётр Николаевич               | Орден Ленина · Сталинская премия | Сотрудник Института геохимии и аналитической химии (ГЕОХИ). За аналитические исследования урана и плутония                                                                 |
| Поздняков, Борис Сергеевич           | Орден Ленина · Сталинская премия | Инженер по созданию атомного реактора на заводе «А» комбината № 817 |
| Прохоров, Фёдор Георгиевич           | Орден Ленина · Сталинская премия | Руководитель научно-исследовательских работ по водоснабжению и водоочистке завода «А» комбината № 817                                                                      |
| Ротшильд, Авраам Зиновьевич          | Орден Ленина · Сталинская премия | Главный инженер проекта сооружения завода «Б» комбината № 817 |
| Рылин, Фёдор Иванович                | Орден Ленина · Сталинская премия | Инженер проекта сооружения завода «А» комбината № 817 |
| Русинов, Лев Ильич                   | Орден Ленина · Сталинская премия | Сотрудник Ленинградского физико-технического института. За аналитические исследования урана и плутония                                                                     |
| Рябчиков, Дмитрий Иванович           | Орден Ленина · Сталинская премия | Сотрудник Института геохимии и аналитической химии (ГЕОХИ). За аналитические исследования урана и плутония                                                                 |
| Семендяев, Константин Адольфович     | Орден Ленина · Сталинская премия | Научный сотрудник. За выполнение расчётных работ по процессу обжатия заряда атомной бомбы и КПД бомбы                                                                      |
| Семёнов, Николай Николаевич          | Орден Ленина · Сталинская премия | Директор Института химической физики. За разработку новейших приборов и методики измерений атомного взрыва                                                                 |
| Смирнов, Василий Васильевич          | Орден Ленина · Сталинская премия | Главный инженер Государственного проектного института № 11. Руководитель проекта сооружения комбината № 817                                                                |
| Терлецкий, Николай Александрович     | Орден Ленина · Сталинская премия | Начальник конструкторского отдела КБ-11. За разработку проверенной конструкции специального заряда из взрывчатых веществ                                                   |
| Франк-Каменецкий, Давид Альбертович  | Орден Ленина · Сталинская премия | Начальник лаборатории теоретического отдела КБ-11. За участие в разработке теории атомной бомбы                                                                            |
| Франкштейн, Симха Абрамович          | Орден Ленина · Сталинская премия | Инженер ОКБ-12. За разработку приборов дистанционного и автоматического управления заводом «А» комбината № 817                                                             |
| Фурсов, Василий Степанович           | Орден Ленина · Сталинская премия | Научный руководитель создания атомного реактора на заводе «А» комбината № 817                                                                                              |
| Черняков, Анатолий Александрович     | Орден Ленина · Сталинская премия | Главный инженер проекта сооружения завода «А» комбината № 817 |
| Шнирман, Георгий Львович             | Орден Ленина · Сталинская премия | Научный сотрудник Института химической физики. За разработку новейших приборов и методики измерений атомного взрыва                                                        |
| Шютце, Вернер Вильевич               | Орден Ленина · Сталинская премия | За разработку конструкции и изготовление масс-спектрометров для изотопного анализа урана                                                                                   |

### Награждённые орденом Ленина лауреатыСталинской премии третьей степени
| Персона                           | Награда                          | Должность/роль |
| --------------------------------- | -------------------------------- | --- |
| Белов, Александр Романович        | Орден Ленина · Сталинская премия | Начальник производства завода № 12. За освоение производства чистого металлического урана                                                                |
| Завойский, Евгений Константинович | Орден Ленина · Сталинская премия | Начальник лаборатории КБ-11. За разработку электромагнитных методов регистрации быстрых процессов по исследованию центральной части заряда атомной бомбы |
| Золотуха, Савва Иванович          | Орден Ленина · Сталинская премия | Главный технолог завода № 12. За освоение производства чистого металлического урана                                                                      |
| Самойлов, Андрей Григорьевич      | Орден Ленина · Сталинская премия | Начальник прессовочного цеха завода «В». За освоение технологического процесса производства плутония на комбинате № 817                                  |
| Спасский, Леонид Павлович         | Орден Ленина · Сталинская премия | Научный сотрудник КБ-11. За разработку новых методов сверхскоростной рентгенографии для исследования центральной части заряда атомной бомбы              |
| Тарасов, Диодор Михайлович        | Орден Ленина · Сталинская премия | Научный сотрудник КБ-11. За разработку новых методов сверхскоростной рентгенографии для исследования центральной части заряда атомной бомбы              |
| Угрюмов, Михаил Владимирович      | Орден Ленина · Сталинская премия | Начальник отделения завода «Б». За освоение технологического процесса производства плутония на комбинате № 817                                           |
| Чугреев, Николай Самойлович       | Орден Ленина · Сталинская премия | Начальник опытной установки. За освоение технологического процесса производства плутония на комбинате № 817                                              |
| Чугунов, Сергей Сергеевич         | Орден Ленина · Сталинская премия | Начальник лаборатории КБ-11. За разработку системы инициирования заряда и конструкции аппаратуры системы автоматического зажигания для атомной бомбы     |

### Награждённые орденом Трудового Красного Знамени лауреатыСталинской премии второй степени
| Персона                          | Награда                                              | Должность/роль |
| -------------------------------- | ---------------------------------------------------- | --- |
| Акимов, Георгий Владимирович     | Орден Трудового Красного Знамени · Сталинская премия | Начальник лаборатории Института физической химии. За руководство исследованиями влияния радиоактивного излучения на материалы атомного реактора                                      |
| Алексахин, Николай Петрович      | Орден Трудового Красного Знамени · Сталинская премия | Начальник конструкторского отдела Государственного союзного проектного института ГСПИ-12. За выполнение проекта завода «В» комбината № 817                                           |
| Андреев, Алексей Ананьевич       | Орден Трудового Красного Знамени · Сталинская премия | Начальник ОКБ-218. За разработку контрольно-измерительных приборов с дистанционными показателями для заводов «А» и «Б» комбината № 817                                               |
| Апин, Альфред Янович             | Орден Трудового Красного Знамени · Сталинская премия | Начальник отдела КБ-11. За разработку проверенной конструкции нейтронного запала |
| Базилевский, Юрий Яковлевич      | Орден Трудового Красного Знамени · Сталинская премия | Главный инженер НИИ лабораторного приборостроения и автоматики. За разработку контрольно-измерительных приборов с дистанционными показателями для заводов «А» и «Б» комбината № 817  |
| Борисоглебский, Борис Николаевич | Орден Трудового Красного Знамени · Сталинская премия | Инженер НИИ химического машиностроения. За разработку специального оборудования для завода «Б» и завода «В» комбината № 817                                                          |
| Бялобжеский, Антон Валерьянович  | Орден Трудового Красного Знамени · Сталинская премия | Научный сотрудник Института физической химии. За разработку и внедрение технологии производства специальных алюминиевых труб для завода «А» комбината № 817                          |
| Вейнберг, Всеволод Борисович     | Орден Трудового Красного Знамени · Сталинская премия | Научный сотрудник Государственного оптического института. За разработку оптической системы наблюдения за технологическими процессами на заводах «А» и «Б» комбината № 817            |
| Винн, Фейвель-Гирш Абелевич      | Орден Трудового Красного Знамени · Сталинская премия | Начальник ОКБ завода № 448. За разработку контрольно-измерительных приборов с дистанционными показателями для заводов «А» и «Б» комбината № 817                                      |
| Вирц, Гюнтер Вильгельмович       | Орден Трудового Красного Знамени · Сталинская премия | Инженер завода № 12. За разработку и внедрение технологии производства чистого металлического урана                                                                                  |
| Воробьёв, Дмитрий Титович        | Орден Трудового Красного Знамени · Сталинская премия | Главный конструктор завода «Тизприбор». За разработку контрольно-измерительных приборов с дистанционными показателями для заводов «А» и «Б» комбината № 817                          |
| Гершун, Андрей Александрович     | Орден Трудового Красного Знамени · Сталинская премия | Начальник лаборатории Государственного оптического института. За разработку оптической системы наблюдения за технологическими процессами на заводах «А» и «Б» комбината № 817        |
| Горшков, Валентин Никифорович    | Орден Трудового Красного Знамени · Сталинская премия | Старший конструктор НИИ-627. За разработку ионизационных камер для агрегата «А» комбината № 817                                                                                      |
| Гуревич, Исай Израилевич         | Орден Трудового Красного Знамени · Сталинская премия | Научный сотрудник Лаборатории № 2 АН СССР. За разработку теоретических вопросов атомных реакторов                                                                                    |
| Гусев, Владимир Николаевич       | Орден Трудового Красного Знамени · Сталинская премия | Начальник отдела НИИ-13. За разработку ионизационных камер для агрегата «А» комбината № 817                                                                                          |
| Давиденко, Виктор Александрович  | Орден Трудового Красного Знамени · Сталинская премия | Начальник лаборатории КБ-11. За разработку проверенной конструкции нейтронного запала                                                                                                |
| Добия, Павел Георгиевич          | Орден Трудового Красного Знамени · Сталинская премия | Инженер МПКУ треста «Центроэлектромонтаж». За разработку приборов измерений и приборов управления завода «А» и завода «Б» комбината № 817                                            |
| Дулин, Леонид Романович          | Орден Трудового Красного Знамени · Сталинская премия | Групповой инженер-технолог Государственного союзного проектного института ГСПИ-12. За выполнение проекта завода «В» комбината № 817                                                  |
| Елян, Амо Сергеевич              | Орден Трудового Красного Знамени · Сталинская премия | Начальник конструкторского бюро завода № 92. За разработку разгрузочного механизма для завода «А» комбината № 817                                                                    |
| Емельянов, Иван Яковлевич        | Орден Трудового Красного Знамени · Сталинская премия | Инженер ОКБ-12. За разработку приборов дистанционного и автоматического управления заводом «А» комбината № 817                                                                       |
| Ершова, Зинаида Васильевна       | Орден Трудового Красного Знамени · Сталинская премия | Научный сотрудник НИИ-9. За участие в разработке технологического процесса химии плутония                                                                                            |
| Иолко, Михаил Владимирович       | Орден Трудового Красного Знамени · Сталинская премия | Главный инженер Государственного союзного проектного института ГСПИ-12. За выполнение проекта завода «В» комбината № 817                                                             |
| Исаев, Борис Михайлович          | Орден Трудового Красного Знамени · Сталинская премия | Руководитель физического отдела Института биофизики. За создание дозиметра УП-2000Т                                                                                                  |
| Исаков, Николай Александрович    | Орден Трудового Красного Знамени · Сталинская премия | Технолог завода № 95. За разработку и внедрение технологии производства специальных алюминиевых труб для завода «А» комбината № 817                                                  |
| Карпухин, Алексей Александрович  | Орден Трудового Красного Знамени · Сталинская премия | Заместитель главного инженера Государственного союзного проектного института ГСПИ-12. За выполнение проекта завода «В» комбината № 817                                               |
| Кевлишвили, Павел Васильевич     | Орден Трудового Красного Знамени · Сталинская премия | Научный сотрудник Института химической физики. За участие в разработке новейших приборов и методики измерений атомного взрыва                                                        |
| Кошкин, Юрий Николаевич          | Орден Трудового Красного Знамени · Сталинская премия | Инженер-конструктор конструкторского бюро завода № 92. За разработку разгрузочного механизма для завода «А» комбината № 817                                                          |
| Курчатов, Борис Васильевич       | Орден Трудового Красного Знамени · Сталинская премия | Научный сотрудник Лаборатории № 2 АН СССР. За исследования по определению констант самопроизвольного деления плутония                                                                |
| Летавет, Август Андреевич        | Орден Трудового Красного Знамени · Сталинская премия | Директор НИИ гигиены труда и профзаболеваний. За разработку системы мероприятий защиты от радиоактивных излучений                                                                    |
| Малкин, Борис Владимирович       | Орден Трудового Красного Знамени · Сталинская премия | Инженер МПКУ треста «Центроэлектромонтаж». За разработку приборов измерений и приборов управления завода «А» и завода «Б» комбината № 817                                            |
| Матис, Григорий Вульфович        | Орден Трудового Красного Знамени · Сталинская премия | Инженер МПКУ треста «Центроэлектромонтаж». За разработку приборов измерений и приборов управления завода «А» и завода «Б» комбината № 817                                            |
| Мельников, Николай Прокофьевич   | Орден Трудового Красного Знамени · Сталинская премия | Директор треста «Проектстальконструкция». За разработку проекта основных металлоконструкций агрегата «А» комбината № 817                                                             |
| Минц, Иосиф Хананович            | Орден Трудового Красного Знамени · Сталинская премия | Заместитель главного инженера проекта металлургического завода «В» комбината № 817. За выполнение проекта завода «В» и разработку специального оборудования для завода «В»           |
| Мишке, Вячеслав Вячеславович     | Орден Трудового Красного Знамени · Сталинская премия | Начальник лаборатории Всесоюзного института гидромашиностроения. За разработку контрольно-измерительных приборов с дистанционными показателями для заводов «А» и «Б» комбината № 817 |
| Мостовой, Владимир Иосифович     | Орден Трудового Красного Знамени · Сталинская премия | Научный сотрудник Лаборатории № 2 АН СССР. За исследования по определению констант самопроизвольного деления плутония                                                                |
| Некруткин, Виктор Михайлович     | Орден Трудового Красного Знамени · Сталинская премия | Заместитель начальник лаборатории КБ-11. За участие в разработке и освоении технологии изготовления специального заряда                                                              |
| Озерский, Михаил Соломонович     | Орден Трудового Красного Знамени · Сталинская премия | Главный металлург завода № 65. За разработку и внедрение технологии производства специальных алюминиевых труб для завода «А» комбината № 817                                         |
| Олисов, Борис Александрович      | Орден Трудового Красного Знамени · Сталинская премия | Научный сотрудник Института химической физики. За участие в разработке новейших приборов и методики измерений атомного взрыва                                                        |
| Панкратов, Георгий Петрович      | Орден Трудового Красного Знамени · Сталинская премия | Главный инженер проекта металлургического завода «В» комбината № 817. За выполнение проекта завода «В» и разработку специального оборудования для завода «В»                         |
| Певзнер, Моисей Исаакович        | Орден Трудового Красного Знамени · Сталинская премия | Научный сотрудник Лаборатории № 2 АН СССР. За исследования по определению констант самопроизвольного деления плутония                                                                |
| Попов, Алексей Иванович          | Орден Трудового Красного Знамени · Сталинская премия | Инженер завода № 95. За разработку и внедрение технологии производства специальных алюминиевых труб для завода «А» комбината № 817                                                   |
| Попов, Анатолий Фёдорович        | Орден Трудового Красного Знамени · Сталинская премия | Инженер ОКБ-12. За разработку приборов дистанционного и автоматического управления заводом «А» комбината № 817                                                                       |
| Похил, Павел Фёдорович           | Орден Трудового Красного Знамени · Сталинская премия | Научный сотрудник Института химической физики. За участие в разработке новейших приборов и методики измерений атомного взрыва                                                        |
| Прокофьев, Юрий Александрович    | Орден Трудового Красного Знамени · Сталинская премия | Научный сотрудник. За разработку ионизационных камер для агрегата «А» |
| Прощицкий, Хаим Шлёмович         | Орден Трудового Красного Знамени · Сталинская премия | Главный технолог завода № 95. За разработку и внедрение технологии производства специальных алюминиевых труб для завода «А» комбината № 817                                          |
| Пушнин, Борис Тихонович          | Орден Трудового Красного Знамени · Сталинская премия | Инженер ОКБ-12. За разработку приборов дистанционного и автоматического управления заводом «А» комбината № 817                                                                       |
| Рогинский, Симон Залманович      | Орден Трудового Красного Знамени · Сталинская премия | Заведующий отделом радиохимии Института химической физики. За руководство работами по нейтрализации и адсорбированию радиоактивных осколков                                          |
| Ромм, Эммануил Ильич             | Орден Трудового Красного Знамени · Сталинская премия | Руководитель проектирования водоочистки завода «А» комбината № 817 |
| Савин, Анатолий Иванович         | Орден Трудового Красного Знамени · Сталинская премия | Главный инженер конструкторского бюро завода № 92. За разработку разгрузочного механизма для завода «А» комбината № 817                                                              |
| Саламатов, Илья Ильич            | Орден Трудового Красного Знамени · Сталинская премия | Заместитель главного инженера НИИ химического машиностроения. За разработку специального оборудования для завода «Б» и завода «В» комбината № 817                                    |
| Семёнов, Михаил Павлович         | Орден Трудового Красного Знамени · Сталинская премия | Главный инженер завода № 65. За разработку и внедрение технологии производства специальных алюминиевых труб для завода «А» комбината № 817                                           |
| Свирщевский, Николай Николаевич  | Орден Трудового Красного Знамени · Сталинская премия | Инженер завода № 95. За разработку и внедрение технологии производства специальных алюминиевых труб для завода «А» комбината № 817                                                   |
| Скворцов, Сергей Александрович   | Орден Трудового Красного Знамени · Сталинская премия | Научный сотрудник. За выполнение тепловых расчётов атомного реактора |
| Столяров, Владимир Иванович      | Орден Трудового Красного Знамени · Сталинская премия | Главный инженер НИИ химического машиностроения. За разработку специального оборудования для завода «Б» и завода «В» комбината № 817                                                  |
| Тананаев, Иван Владимирович      | Орден Трудового Красного Знамени · Сталинская премия | Начальник отдела редких элементов ИОНХ. За участие в разработке и внедрении технологии производства завода «Б» комбината № 817                                                       |
| Тараканов, Александр Лукич       | Орден Трудового Красного Знамени · Сталинская премия | Старший инженер-конструктор Государственного союзного проектного института ГСПИ-12. За выполнение проекта металлургического завода «В» комбината № 817                               |
| Тиме, Герберт Вальтерович        | Орден Трудового Красного Знамени · Сталинская премия | Инженер завода № 12. За разработку и внедрение технологии производства чистого металлического урана                                                                                  |
| Тулянкин, Фёдор Васильевич       | Орден Трудового Красного Знамени · Сталинская премия | Инженер завода № 95. За разработку и внедрение технологии производства специальных алюминиевых труб для завода «А» комбината № 817                                                   |
| Фейнберг, Савелий Моисеевич      | Орден Трудового Красного Знамени · Сталинская премия | Научный сотрудник Лаборатории № 2 АН СССР. За разработку теоретических вопросов атомных реакторов                                                                                    |
| Франк, Глеб Михайлович           | Орден Трудового Красного Знамени · Сталинская премия | Заведующий лабораторией биофизики изотопов и излучений АН СССР. За разработку системы мероприятий защиты от радиоактивных излучений                                                  |
| Фрумкин, Александр Наумович      | Орден Трудового Красного Знамени · Сталинская премия | Директор Института физической химии. За руководство исследованиями влияния радиоактивного излучения на материалы атомного реактора                                                   |
| Шальников, Александр Иосифович   | Орден Трудового Красного Знамени · Сталинская премия | Научный сотрудник Института физических проблем. За разработку и осуществление технологии антикоррозионного покрытия плутония                                                         |
| Юдаев, Владимир Петрович         | Орден Трудового Красного Знамени · Сталинская премия | Главный технолог завода № 686. За разработку ионизационных камер для агрегата «А» комбината № 817                                                                                    |
| Яковлев, Григорий Николаевич     | Орден Трудового Красного Знамени · Сталинская премия | Научный сотрудник Лаборатории № 2 АН СССР. За исследования по определению констант самопроизвольного деления плутония                                                                |

### Награждённые орденом Трудового Красного Знамени лауреатыСталинской премии третьей степени
| Персона                              | Награда                                              | Должность/роль |
| ------------------------------------ | ---------------------------------------------------- | --- |
| Александров, Николай Иванович        | Орден Трудового Красного Знамени · Сталинская премия | Инженер завода № 523 Министерства цветной металлургии. За участие в разработке и освоении технологии производства чистого графита                                          |
| Вазингер, Виктор Валентинович        | Орден Трудового Красного Знамени · Сталинская премия | Начальник отдела НИИ химического машиностроения. За разработку атомного реактора                                                                                           |
| Гончаров, Владимир Владимирович      | Орден Трудового Красного Знамени · Сталинская премия | Помощник начальника Лаборатории № 2 АН СССР. За участие в разработке и освоении технологии производства чистого графита                                                    |
| Качкачев, Александр Захарович        | Орден Трудового Красного Знамени · Сталинская премия | Директор Центрального конструкторского бюро арматуростроения. За конструирование и внедрение в производство сильфонных вентилей из специальных сплавов и сталей            |
| Котиков, Алексей Васильевич          | Орден Трудового Красного Знамени · Сталинская премия | Инженер завода № 523 Министерства цветной металлургии. За участие в разработке и освоении технологии производства чистого графита                                          |
| Лурье, Несанель Самойлович           | Орден Трудового Красного Знамени · Сталинская премия | Главный конструктор Центрального конструкторского бюро арматуростроения. За конструирование и внедрение в производство сильфонных вентилей из специальных сплавов и сталей |
| Маслов, Владимир Николаевич          | Орден Трудового Красного Знамени · Сталинская премия | Главный инженер завода № 523 Министерства цветной металлургии. За участие в разработке и освоении технологии производства чистого графита                                  |
| Поплавко-Михайлов, Михаил Васильевич | Орден Трудового Красного Знамени · Сталинская премия | Начальник сварочной лаборатории ВИАМ. За конструирование и внедрение в производство сильфонных вентилей из специальных сплавов и сталей                                    |
| Правдюк, Николай Федотович           | Орден Трудового Красного Знамени · Сталинская премия | Научный работник Лаборатории № 2 АН СССР. За участие в разработке и освоении технологии производства чистого графита                                                       |
| Протопопов, Алексей Николаевич       | Орден Трудового Красного Знамени · Сталинская премия | Начальник лаборатории КБ-11. За разработку и применение методики нейтронного контроля центральной части заряда атомной бомбы                                               |
| Рылин, Василий Васильевич            | Орден Трудового Красного Знамени · Сталинская премия | Инженер-конструктор НИИ химического машиностроения. За разработку атомного реактора                                                                                        |
| Семёнов, Андрей Евсеевич             | Орден Трудового Красного Знамени · Сталинская премия | Главный инженер Центрального конструкторского бюро арматуростроения. За конструирование и внедрение в производство сильфонных вентилей из специальных сплавов и сталей     |
| Сергеев, Михаил Петрович             | Орден Трудового Красного Знамени · Сталинская премия | Начальник конструкторского бюро НИИ химического машиностроения. За разработку атомного реактора                                                                            |
| Силин, Николай Алексеевич            | Орден Трудового Красного Знамени · Сталинская премия | Инженер НИИ пути и строительства Министерства путей сообщения. За конструирование и внедрение в производство сильфонных вентилей из специальных сплавов и сталей           |
| Флоринский, Борис Васильевич         | Орден Трудового Красного Знамени · Сталинская премия | Начальник лаборатории НИИ химического машиностроения. За разработку атомного реактора                                                                                      |
| Ширшов, Дмитрий Петрович             | Орден Трудового Красного Знамени · Сталинская премия | Заместитель начальника лаборатории КБ-11. За участие в работе по определению критических масс заряда атомной бомбы                                                         |